# Charles Herlofson
Charles Oluf «Sassa» Herlofson (* 15. Juni 1891 in Kristiania; † 9. November 1968 in Oslo) war ein norwegischer Fußballspieler.

## Leben
Herlofson begann seine Fußballkarriere in seiner Jugend beim Idrætsforeningen Viking  in  Kristiania, dem heutigen Oslo, bis dieser 1910 aufgelöst wurde. Anschließend ging er 1911 zu dem Osloer Ski- und Fußballclub Mercantile Ski- og Fotballklubb, wo er mit Unterbrechungen bis zum Ende der 1920er Jahre tätig war.
1912 nahm er zudem an den Olympischen Sommerspielen im Fußball teil. Herlofson war der erste norwegische Profi-Spieler, der auch in Deutschland spielte, so ab 1912 bei Hannover 96. Herlofson spielte ebenfalls auch für die Norwegische Fußballnationalmannschaft und war von 1910 bis 1915 insgesamt zwölf Mal für die Mannschaft im Einsatz, elf Jahre davon als Mannschaftskapitän, darunter auch bei dem Fußball-Turnier zu den Olympischen Sommerspielen 1912 in Schweden.
Er war der jüngere Bruder des norwegischen Ruderers Harald Herlofson.